# Stenocaropsis pristina
Stenocaropsis pristina is een eenoogkreeftjessoort uit de familie van de Cylindropsyllidae. De wetenschappelijke naam van de soort is voor het eerst geldig gepubliceerd in 1968 door Wells.